# Ekerö kommun
59°17′N 17°48′Ø / 59.283°N 17.800°Ø
Ekerö kommun ligger i det svenske län Stockholms län i Uppland. Kommunens administrationscenter ligger i Ekerö. Kommunen omfatter 140 øer i Mälaren, Mälaröarna, vest, syd og nord for Stockholm.  Blandt de største øer er Ekerön, Färingsö, Lovön, Adelsö, Björkö, Helgö og Munsö.

## Andre øer
- Estbröte
- Fågelön
- Kungshatt
- Kurön
- Kärsön

Desuden mange småøer, så som Vårö og Ljusön, begge i sundet Långtarmen.

## Byer
Ekerö kommune har ti byer.
indbyggere pr. 31. december 2005.
| #   | By               | Indbyggere |
| --- | ---------------- | ---------- |
| 1.  | Ekerö            | 10.322     |
| 2.  | Stenhamra        | 3.280      |
| 3.  | Ekerö sommarstad | 544        |
| 4.  | Älvnäs           | 517        |
| 5.  | Drottningholm    | 410        |
| 6.  | Kungsberga       | 382        |
| 7.  | Parksidan        | 331        |
| 8.  | Sundby           | 271        |
| 9.  | Tureholm         | 259        |
| 10. | Solsidan         | 209        |

## Kendte personer bosat i Ekerö kommune
- Carl XVI Gustaf, konge af Sverige
- Dronning Silvia, dronning af Sverige
- Agnetha Fältskog, artist
- Pascal Simpson, fodboldspiller
- Stefan Sundström, musiker

## Eksterne kilder og henvisninger
- Mönsterås kommune Arkiveret 12. november 2020 hos  Wayback Machine

- Wikimedia Commons har flere filer relateret til Ekerö kommun